# Hermacha nigrispinosa
Hermacha nigrispinosa là một loài nhện trong họ Nemesiidae.
Hermacha nigrispinosa được miêu tả năm 1917 bởi Tucker.